# Friedrich-Adolf Schmidt-Künsemüller
Friedrich-Adolf Heinrich Hermann Schmidt-Künsemüller (* 30. Dezember 1910 in Hannover; † 9. August 1993 in Kiel) war ein deutscher Bibliothekar und Buchwissenschaftler. Von 1959 bis 1975 war er Direktor der Universitätsbibliothek Kiel.

## Leben und Wirken
Friedrich-Adolf Schmidt-Künsemüller wurde am 30. Dezember 1910 in Hannover geboren. 1929 legte er die Abiturprüfung am Gymnasium in Hannover-Linden ab. In den Jahren von 1930 bis 1935 studierte er Germanistik, Anglistik, Geschichte und Philosophie an den Universitäten in Berlin und Göttingen und promovierte dort im Fach Neuere Philologie. Ein Jahr später legte er die Prüfung für das Höhere Lehramt ab. Von 1936 bis 1938 war er Bibliotheks-Volontär an der Universitätsbibliothek Marburg und der Preußischen Staatsbibliothek in Berlin, wo er 1938 das Bibliotheksassessor-Examen ablegte.
Von 1938 bis 1945 war er als Bibliothekar an der Universitätsbibliothek Greifswald tätig, unterbrochen durch Kriegsdienst und Gefangenschaft (1942 bis 1946). Nach der Tätigkeit als Bibliothekar an den Werksbibliotheken der Farbenfabrik Bayer in Krefeld und Leverkusen (1947–1951) war er von 1951 bis 1956 Referent in der Bibliotheksabteilung der Deutschen Forschungsgemeinschaft (DFG). Von 1956 bis 1959 leitete er als Direktor die Stadtbibliothek Mainz und das Stadtarchiv Mainz. 1959 übernahm er als Direktor die Leitung der Universitätsbibliothek Kiel bis zu seinem Eintritt in den Ruhestand im Jahre 1975. Während seiner Amtszeit entstand der Neubau der Universitätsbibliothek am Westring, der 1966 eingeweiht wurde.
Neben seiner bibliothekarischen Arbeit nahm er von 1961 bis 1975 einen Lehrauftrag für Buch- und Bibliothekswesen an der Universität Kiel (seit 1965 als Honorarprofessor) wahr.
Als renommierter Buchwissenschaftler beschäftigte sich Schmidt-Künsemüller insbesondere mit der Einbandforschung, der Buchkunst sowie der Inkunabel- und Gutenbergforschung und legte auf diesen Gebieten zahlreiche Veröffentlichungen vor.

## Schriften (Auswahl)
- Maler Müllers dramatisches Schaffen. Unter besonderer Berücksichtigung seiner Faust-Dichtungen. Dissertation, Göttingen 1936.
- Die Erfindung des Buchdrucks als technisches Phänomen. Verlag der Gutenberg-Gesellschaft, Mainz 1951 (Kleiner Druck der Gutenberg-Gesellschaft, Band 48).
- William Morris und die neuere Buchkunst. Harrassowitz, Wiesbaden 1955 (Beiträge zum Buch- und Bibliothekswesen, Band 4).
- Die Universitätsbibliothek. In: Erich Hofmann (Hrsg.): Geschichte der Christian-Albrechts-Universität zu Kiel 1665–1965. Band 1, Teil 2, Wachholtz, Neumünster 1965, S. 203–262.
- Strukturprobleme des deutschen Bibliothekswesens. In: Wolfgang Kehr u. a. (Hrsg.): Zur Theorie und Praxis des modernen Bibliothekswesens. Band 1. Verlag Dokumentation, München 1976, S. 155–183, ISBN 3-7940-4202-6.
- Corpus der gotischen Lederschnitteinbände aus dem deutschen Sprachgebiet. Hiersemann, Stuttgart 1980 (Denkmäler der Buchkunst, Band 4), ISBN 3-7772-8022-4.
- Die abendländischen romanischen Blindstempeleinbände. Hiersemann, Stuttgart 1985 (Denkmäler der Buchkunst, Band 6), ISBN 3-7772-8510-2.
- Bibliographie zur Geschichte der Einbandkunst von den Anfängen bis 1985. Reichert, Wiesbaden 1987, ISBN 3-88226-391-1.